# Becrux

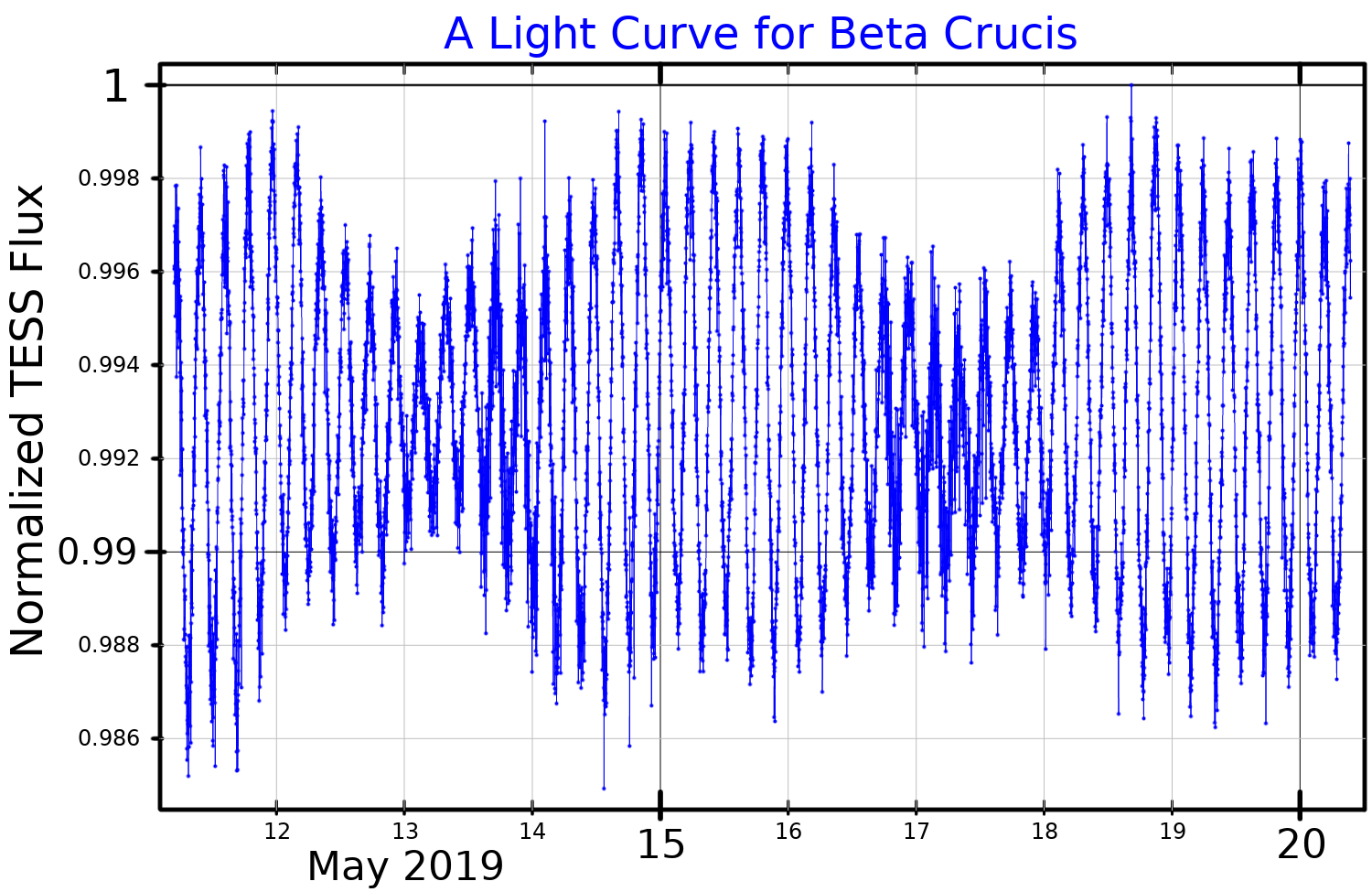
Lichtkromme van Becrux

Becrux (beta Crucis) is de helderste ster in het sterrenbeeld Zuiderkruis (Crux). De ster is niet te zien vanuit de Benelux.
De ster staat ook bekend als Mimosa en maakt deel uit van de Pleiadengroep.